# Günther Sidl

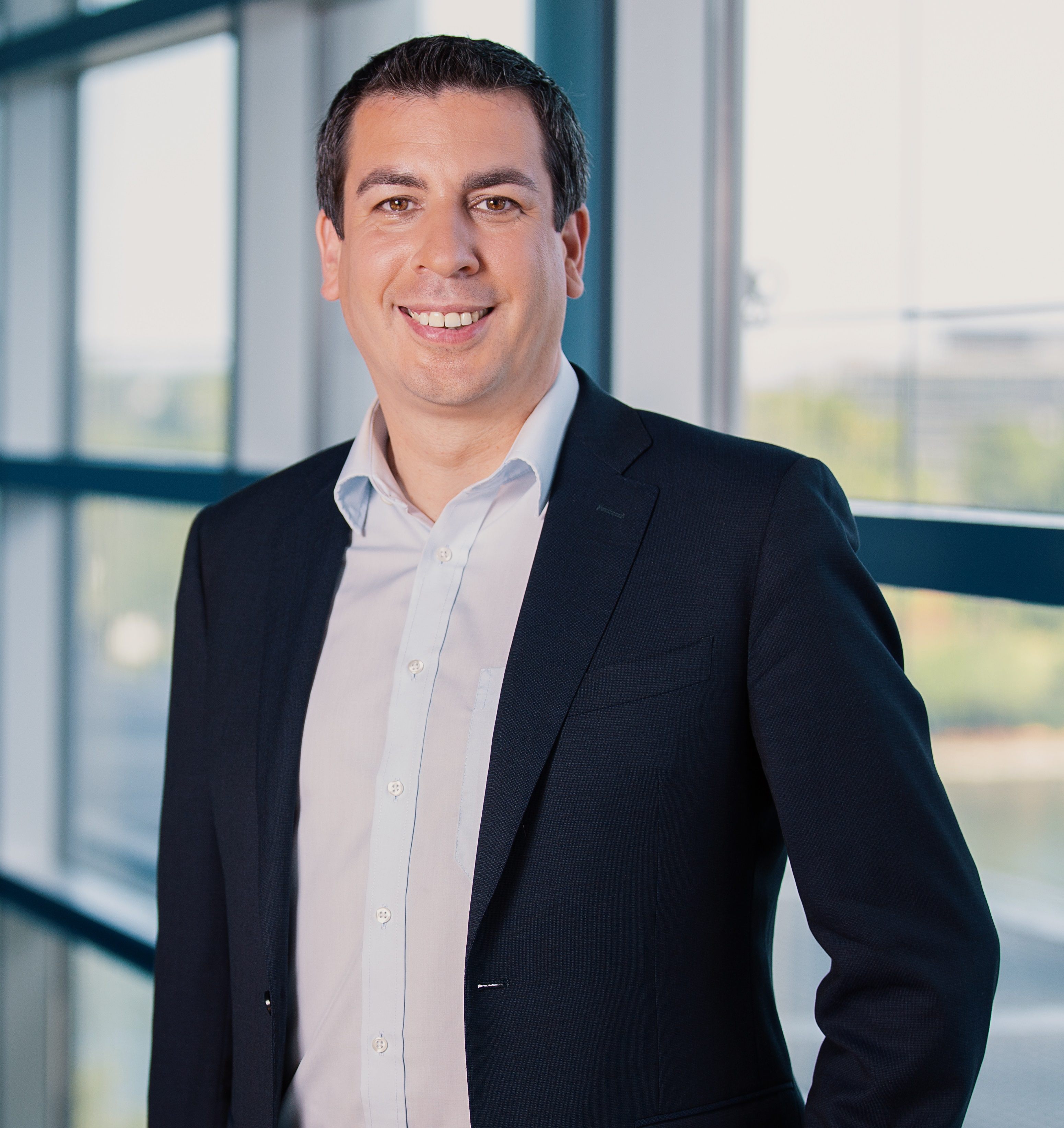
Günther Sidl (2019)

Günther Sidl (19 de março de 1975) é um político austríaco eleito membro do Parlamento Europeu em 2019. Desde então, ele atua na Comissão de Meio Ambiente, Saúde Pública e Segurança Alimentar.

Para além das suas atribuições nas comissões, Sidl faz parte da delegação do Parlamento às Comissões Parlamentares de Cooperação UE-Cazaquistão, UE-Quirguizistão, UE-Uzbequistão e UE-Tajiquistão e para as relações com o Turquemenistão e a Mongólia. É também membro do Intergrupo do Parlamento Europeu para o Bem-estar e a Conservação dos Animais.